# CBSモーニングス
『CBSモーニングス（CBS Mornings）』は、アメリカ・CBSで放送されている朝のテレビ番組。2021年9月7日に開始し、平日7:00〜9:00まで生放送される。番組は、同ネットワーク親会社のパラマウント・グローバルの本社であるタイムズスクエアのワン・アスター・プラザにあるスタジオからゲイル・キング、トニー・ドコウピル、ネイト・バールソン、ウラジーミル・デュティエがホストを務めている。
これは、CBSが1954年以来放送している11番目の平日朝のニュース特集番組形式であり、2期目の『CBSディス・モーニング』の直接の代替として機能する。
新しい形式の一環として、『CBSモーニングス』と土曜版の『CBSサタデーモーニング』は両方とも、アントフードによるCBSの5音のジングルと並んで、太陽のロゴやサミュエル・オーツ（Samuel Oatts）が演奏する「アブラセン」のトランペットファンファーレの使用を含む週末の長寿ニュースマガジン『CBSサンデーモーニング』とより密接に結びついており、1979年から1982年まで使用されていたかつてのCBS平日朝の番組形式を部分的に復活させたものとなった。

## 歴史

### 前史
CBSは1954年以来、朝の時間帯に多くのニュース、時にはバラエティを放送してきたが、NBCの『トゥデイ』やABCの『グッド・モーニング・アメリカ』に継続的に挑戦することができたことは殆どなかった。1955年から1982年まで、これらの様々な形式はCBSの朝の時間枠を子供向け番組『キャプテン・カンガルー』と共有していたが、これが当時のCBSの勢いに影響を与えた可能性がある。
多くの説明によれば、2012年の『ジ・アーリー・ショー』に代わって放送された『CBSディス・モーニング』（CTM）は、競合番組や最近の前番組と比較して、よりハードニュースに重点を置いており、これらの試みの中で長年で最も成功した番組だった。『CTM』は放送開始から最初の5年間で視聴者数を伸ばし、2016年11月の総視聴者数は『トゥデイ』の視聴者数100万人に迫った。しかし、共同アンカーのチャーリー・ローズ、ゲイル・キング、ノラ・オドネルと共に数年間の安定の後、ローズは2017年11月に複数のセクハラ疑惑で解雇された。その後、番組の視聴者は減少し始め、『CTM』も地上波テレビ視聴率の全体的な減少の影響を受け、全ての放送ネットワークの朝の番組の視聴率が低下した。その後いくつかの改造が行われ、最終的に共同アンカーチームはキング、トニー・ドコウピル、アンソニー・メイソンとなったが、番組の視聴率の軌道には影響しなかった。

### 発展
CBSは2021年1月、ショーナ・トーマス（Shawna Thomas）が『CBSディス・モーニング』の新たなエグゼクティブ・プロデューサーとして採用され、数ヶ月間空席だった役職を補充したと発表した。同年5月、CBSは番組をCBS放送センターから、かつてはMTVの『トータル・リクエスト・ライブ』の長年の本拠地であったタイムズスクエアのワン・アスター・プラザにある親会社・バイアコムCBS本社の新しいスタジオに移転すると発表した。
8月初旬、同ネットワークは、メイソンの後任として、元NFL選手のネイト・バールソンが共同アンカーとして番組に参加し、同ネットワークの文化担当記者という新たな役割に移ることを確認した。スタジオの移転に伴い、CBSは同じくタイムズスクエアに本拠地を置き、出演者の中に元NFL選手のマイケル・ストレイハンが出演している『グッド・モーニング・アメリカ』に倣って番組を刷新しようとしているのではないかという憶測が生まれた。しかし、エグゼクティブ・プロデューサーのトーマスは、番組がソフトニュースに向かっていると否定した。
8月31日、CBSは、再編成された『CBSモーニングス』が新しいスタジオとアンカーのラインナップでレイバー・デーの翌日の9月7日火曜日に開始すると発表した。同じスタジオから始まったCBSの2020年の選挙報道用に構築されたセットの更新されたバージョンで開始した。2023年3月27日、ウラジーミル・デュティエが特集ホストに昇進した。

## 形式
『CBSモーニングス』は、前身である『CBSディス・モーニング』の多くの特徴を備えているが、いくつかの調整が加えられている。グラフィックは、2020年後半に初めて導入された統一CBSブランドアイデンティティを使用するように更新された。「EyeOpener」のコーナーは各時間の開始時に維持されるが、7:00は、過去1日のニュースの要約と、当日朝の番組で放送されるコーナーのティーザーの両方として機能する。中央のアンカーテーブルはそのままだが、メインの『CTM』セットでは殆ど見られなかったソファや肘掛け椅子など、よりカジュアルな座席配置も時々使用される。
特に2時間目に『CBSサンデーモーニング』と同様の長編特集も追加されている。この改訂された形式は、2021年の初めから『CBSディス・モーニング』でテストされていた。
競合他社の『トゥデイ』や『グッド・モーニング・アメリカ』とは異なり、「CBSモーニングス』には社内に気象学者がいない。代わりに、天気予報はザ・ウェザー・チャンネル（CBSニュースとの提携を通じて）によって提供されており、ジム・カントーレとステファニー・エイブラムスが最も頻繁に出演している。時折、WCBS-TVのジョン・エリオット（John Elliott）とロニー・クイン（Lonnie Quinn）は、ザ・ウェザー・チャンネルの気象学者がアトランタのスタジオにいない時に、主要な気象現象の際にスタジオに出演する。

## 出演者

### アンカー
- ゲイル・キング（英語版）（『CBSディス・モーニング』2012年 - 2021年、『CBSモーニングス』2021年 - 現在）
- ネイト・バールソン（英語版）（『CBSモーニングス』2021年 - 現在）
- トニー・ドコウピル（英語版）（『CBSディス・モーニング』2019年 - 2021年、『CBSモーニングス』2021年 - 現在）
- ウラジーミル・デュティエ（英語版）（2023年 - 現在）

### 記者
- デイビッド・ベグノー（英語版） - 全国担当主任記者
- ジェリカ・ダンカン（英語版） - 全国担当記者
- アンナ・ヴェルナー（Anna Werner） - 消費者調査担当記者

## 放送
オーストラリアでは現在、『CBSモーニングス』のトリミング版（コマーシャルを除く70分）が、パラマウント所有のネットワーク10と地域系列局サザンクロス10でオーストラリア東部標準時の平日4:30〜6:00まで放送されており、金曜日版は翌月曜日まで持ち越されている。オーストラリアの全国天気図は、ローカル系列局の天気予報と天気予報の切り取り部分に挿入され、商業広告はローカルニュース更新の切り取り部分に挿入された。ナイン・ネットワークが2018年7月にABCの『グッド・モーニング・アメリカ』の放映を中止したため、現在、オーストラリアの無料放送テレビで放送されているアメリカの朝のニュース番組は『CBSモーニングス』とNBCの『トゥデイ』（セブン・ネットワークで視聴可能）の2つだけとなっている。『CBSモーニングス』は地方地域で有料番組や宗教番組が先取りされる対象となっている。セブン・ネットワークとは異なり、ネットワーク10は『CBSサタデーモーニング』を放送していない。
ロサンゼルスでは、2023年1月5日の時点で、KCBS-TVで太平洋時間4:00に東海岸と同時放送されている。これに続いて、姉妹局KCAL-TVの朝の番組が1時間同時放送され、その後7:00に番組の西部版がテープ遅延で放送される。